# Marco Antonio Barbarigo
Marco Antonio Barbarigo (Venecia, 6 de mayo de 1640-Montefiascone, 26 de mayo de 1706), también conocido como Marcantonio Barbarigo, fue un sacerdote católico italiano, arzobispo de Corfú, obispo de Montefiascone y Cornetto y cardenal.

## Biografía
Marco Antonio Barbarigo nació en Venecia, el 6 de marzo de 1640, en el seno de una familia noble. A los veinticinco años entró a formar parte de Concilio Mayor de la ciudad. Fue ordenado sacerdote con 31 años. Su primer ministerio lo ejerció como párroco de la iglesia de San Nicolás de Mendicoli. Luego fue canónigo de la catedral de Padua por invitación de su pariente Gregorio Barbarigo. Se graduó en Jurisprudencia en la Universidad de Padua.
Acompañó a Gregorio Barbarigo a Roma para participar en el cónclave de 1676. El papa Inocencio XI ordenó a Marco Antonio arzobispo de Corfú y fue consagrado por su primo Gregorio en Santa María en Vallicella el 26 de junio de 1678. Como arzobispo se dedicó a la reforma del clero, instituyó el seminario diocesano, predicó y promovió las obras de caridad e incitó a la ayuda de los afectados por la epidemia de 1684 entre los marineros de Venecia. Al ir a Roma para solucionar un conflicto con Francesco Morosini, el senado de Venecia le confiscó todos sus bienes. El Papa le concedió un apartamento en el Palacio de la Cancillería y le elevó a cardenal en el consistorio del 2 de septiembre de 1686. Fue miembro de las congregaciones de Concilio, de Propaganda Fide y de Obispos y Regulares.
Marco Antonio Barbarigo fue nombrado obispo de Montefiascone y Corneto en octubre de 1687. Promovió la reforma de la diócesis, la predicación de las misiones populares y las escuelas parroquiales de doctrina cristiana. Para perpetuar su trabajo en favor de la educación y de los abandonados, Barbarigo fundó dos congregaciones religiosas. La primera, junto a Rosa Venerini, con el nombre de Congregación de Maestras Pías, y la segunda, el Instituto del Divino Amor, uniendo la educación a una forma de vida de clausura. Barbarigo murió el 26 de mayo de 1706.

## Culto
Marco Antonio Barbarigo murió con fama de santidad, razón por la cual la Iglesia católica introdujo el proceso en pro de su beatificación el 23 de marzo de 1941. El papa Benedicto XVI lo declaró venerable el 6 de julio de 2007 y se está, según el proceso requerido por la Congregación para la Causa de los Santos, a la espera de un milagro obrado por su intercesión.